# Arja Saijonmaa
Arja Enni Helena Saijonmaa (* 1. prosince 1944 Mikkeli, Finsko) je švédská zpěvačka finského původu, politická aktivistka a příležitostná herečka a spisovatelka.

### Průlom a kariéra
Svou kariéru začínala politickými písněmi, jak dokazuje první finské album Laula kanssani toveri („Zpívej se mnou, soudruhu“). Objevila se i na několika kompilačních albech Love Records. V roce 1970 se seznámila s řeckým skladatelem Mikisem Theodorakisem a na mezinárodní scéně prorazila jako vokální sólistka jeho souboru na rozsáhlém světovém turné v letech 1970-1972. Její úspěch s Theodorakisem pokračoval v roce 1977, kdy nazpívala vybrané řecké písně ve švédštině, o dva roky později uspěla i s finskojazyčným albem. V roce 1975 vystoupila na festivalu Alternativ ve Stockholmu. V roce 1979 rozšířila repertoár o písně chilské zpěvačky Violety Parry a to jak ve švédštině, tak finštině. Ve Švédsku měla mimořádný úspěch píseň „Jag vill tacka livet“ (cover originálu „Gracias a la vida“).
Arja Saijonmaa má široký hudební záběr, přezpívala například písně Zarah Leander. Celkem nazpívala 35 alb. Nahrála písně v mnoha různých jazycích, včetně finštiny, švédštiny, norštiny, španělštiny, italštiny, řečtiny, němčiny, francouzštiny a angličtiny. Později si také vyzkoušela filmové role, například ve filmech Charlotte Löwensköld nebo Herr Puntila och hans dräng Matti z roku 1979. V době diktatury v Řecku se v zemi velmi angažovala, což popisuje ve své knize En ung naken kvinna.
„Min ensamhet“ byla první píseň, kde které si text napsala sama. Píseň vyšla jako singl v roce 2014 a byla také zařazena na album Dig har jag kär... min svenska sångbok.

### Melodifestivalen

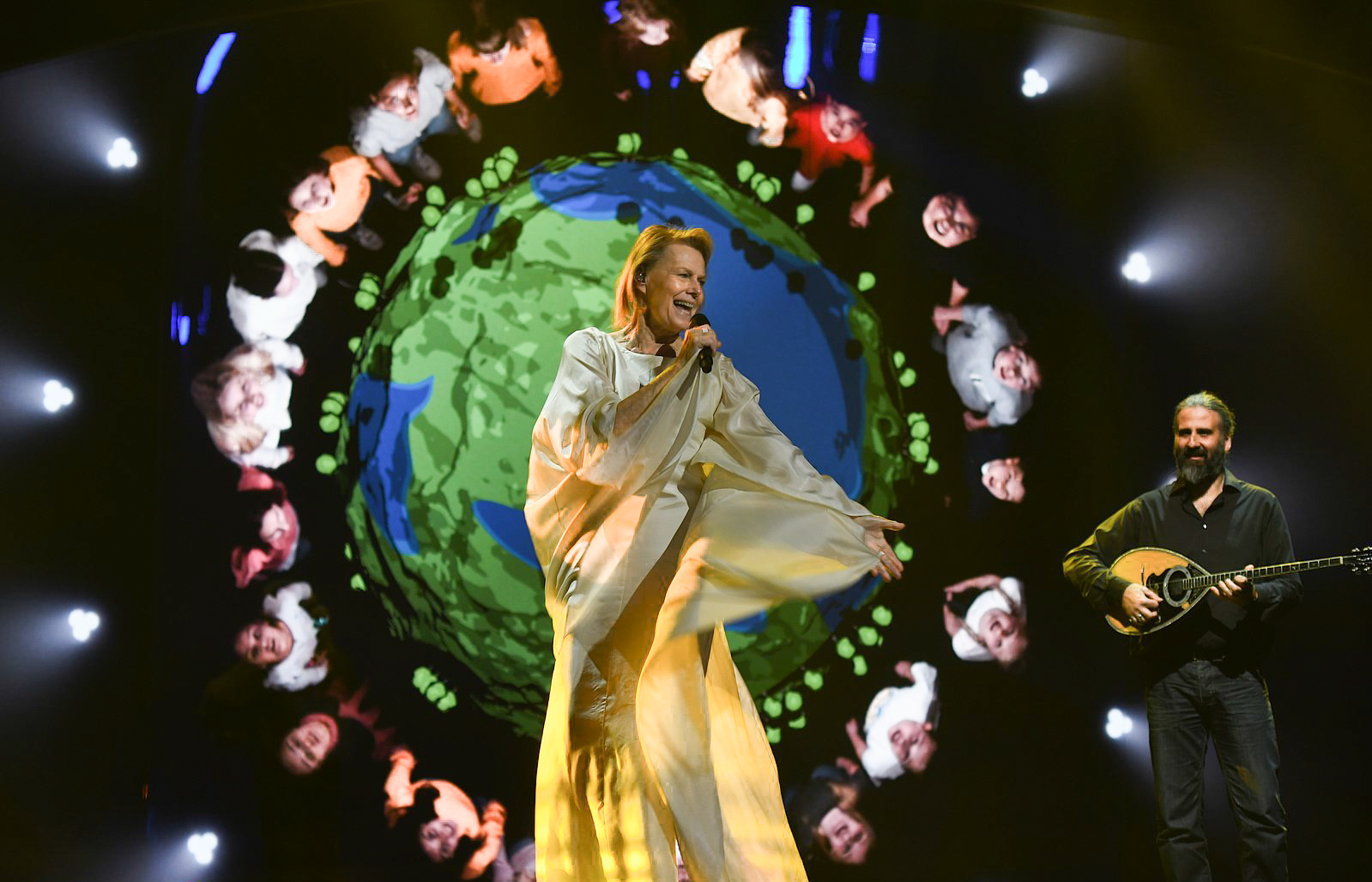
Arja Saijonmaa zpívá píseň „Mina Fyra Årstider“ na Melodifestivalenu 2019 ve Scandinaviu v Göteborgu

V roce 1971 se Arja Saijonmaa zúčastnila finále finského národního kola kandidátů do Velké ceny Eurovize s písní „Talvilintu“. V roce 1987 soutěžila ve švédském Melodifestivalenu s písní „Högt över havet“, se kterou se umístila na druhém místě a to jen o jeden bod za Lottou Engbergovou s písní „Fyra Bugg & en Coca Cola“. V roce 1990 se opět zúčastnila finského národního kola s písní „Gabriela“.
V Melodifestivalenu 2000 konaném v Göteborgu byla Saijonmaa jedna z deseti porotců. Do soutěže se vrátila v roce 2005 s písní „Vad du än trodde så trodde du fel“, ale nedosáhla takového úspěchu, jako s „Högt över havet“. V roce 2019 se opět zúčastnila Melodifestivalenu, tentokrát s písní „Mina Fyra Årstider“, se kterou skončila na sedmém místě.

### Osobní život a další aktivity
Saijonmaa byla blízká přítelkyně politika Olofa Palmeho, jehož pohřbu v roce 1986 se Saijonmaa na přání vdovy zúčastnila a kde zazpívala švédský překlad řecké písně Enag Megalos O Kaimos a pak svou píseň „Jag vill tacka livet“. Arja Saijonmaa je od roku 1987 velvyslankyní OSN při Úřadu vysokého komisaře OSN pro uprchlíky. V roce 2000 napsala svou první knihu, Sauna, o finské saunové tradici. Později kandidovala za Švédskou lidovou stranu ve finských parlamentních a později evropských volbách. V souvislosti s knihou o saunách je zajímavé, že Saijonmaa byla zmíněna v jednom z veršů písně „Bara bada bastu“, se kterou účinkovala skupina KAJ na Eurovision Song Contest 2025.
Na podzim roku 2024 byla Saijonmaa jedním z účastníků patnácté řady hudebně-zábavného pořadu švédské TV4 „Så mycket bättre“. Saijonmaa byla také opakovaně v podobném pořadu švédské veřejnoprávní televize s názvem „Allsång på Skansen“ a to v letech 1991, 2008 a 2013.
V roce 1986 obdržela Saijonmaa cenu Pro Finlandia, v roce 2025 jí švédský král propůjčil ocenění Litteris et Artibus.

## Dílo

### Diskografie

#### Finská alba
- 1972: Laula kanssani toveri
- 1972: Arja Saijonmaa & Mikis Theodorakis
- 1973: Koko yön minun poikani valvoi
- 1975: Huomenta sydämeni
- 1979: Jokainen arkiaamu - Arja Saijonmaa & Mikis Theodorakis Ateenassa
- 1979: Miten voin kyllin kiittää
- 1981: Ruotsiin ja takaisin
- 1983: Ystävän laulu
- 1985: Valitut laulut
- 1988: Arja Saijonmaa & George de Godzinsky Finlandia-talossa
- 1989: Yhteinen taivas ja maa
- 1993: Paijaa mua
- 1994: La Cumparsita
- 2000: Sydänten silta
- 2001: 20 Suosikkia – Satumaa
- 2006: Rakkaus on rohkeutta
- 2007: Tähtisarja – 30 suosikkia (2CD)

#### Švédská alba
- 1977: Det är tid att sjunga sånger
- 1977: Tango Jalousie
- 1978: Arja Saijonmaa i Stockholms konserthus
- 1979: Jag vill tacka livet
- 1981: Sånger från asfalt och ängar
- 1982: Leksar och parfym
- 1987: Högt över havet
- 1988: Arja sjunger Zarah
- 1989: Samma himmel, samma sol
- 1994: La Cumparsita
- 1994: Arja's bästa
- 1998: Bara du kommer
- 1999: En bro av gemenskap
- 2000: Guldkorn
- 2002: 100% (2CD)
- 2003: Arja Nära
- 2005: Vad du än trodde så trodde du fel
- 2014: Dig har jag kär... min svenska sångbok

#### Alba v jiných jazycích
- 1976: Bonjour mon coeur
- 1983: Es ist Zeit

### Filmografie a televize
- 1969: Fabriksflickan
- 1969: Pohjan tähteet
- 1978: Restauranten
- 1979: Charlotte Löwensköld
- 1979: Herr Puntila och hans dräng Matti
- 1985: Puntilan isäntä ja hänen renkinsä
- 1985: Ur en kos dagbok
- 1986: På liv och död
- 1988: Clark Kent (TV seriál)
- 2007: Stjärnorna på Slottet (TV seriál)
- 2022: Clark (TV seriál)
- 2022: Klimatkampen

## Ocenění
- Litteris et Artibus (2025)